# Vadszőlő
A vadszőlő (Parthenocissus) a szőlővirágúak (Vitales) rendjébe és a szőlőfélék (Vitaceae) családjába tartozó nemzetség.

## Előfordulásuk
Ennek a növénynemzetségnek az eredeti előfordulási területe Észak- és Közép-Amerikában, valamint Kelet- és Délkelet-Ázsiában - beleértve Indonézia egyes szigeteit is - van. Az Amerikai Egyesült Államokban Új-Mexikóban és Coloradóban, továbbá az Appalache-hegységtől nyugatra eső területeken őshonos. Közép-Amerikában Mexikótól Belizéig és a Karib-térség néhány szigetén található meg. A vadszőlő ázsiai elterjedése India keleti határától és a Himalájától keletre, Mianmaron és Kínán keresztül Kelet-Szibériáig, Japánig és más kontinens közeli csendes-óceáni szigetig tart. Algériába, Burundiba, Kazahsztánba, valamint Európa legnagyobb részére dísznövényként, vadszőlőfajokat telepített be az ember.
2015-ben, Ausztriában fosszilizálódott vadszőlő virágport találtak a kutatók. A vizsgálatok után a virágport középső miocén korszakinak találták. Abban az időben Ausztria szubtrópusi éghajlatú volt, ahol vegyes lombhullató és fenyőerdők nőttek.

## Rendszerezés
A nemzetségbe az alábbi 13 faj tartozik:
- Parthenocissus dalzielii Gagnep.
- Parthenocissus feddei (H.Lév.) C.L.Li
- Parthenocissus henryana (Hemsl.) Graebn. ex Diels & Gilg
- Parthenocissus heptaphylla (Planch.) Britton
- Parthenocissus laetevirens Rehder
- tapadó vadszőlő (Parthenocissus quinquefolia) (L.) Planch. - típusfaj
- Parthenocissus renukae Anto & Pradeep
- Parthenocissus semicordata (Wall.) Planch.
- Parthenocissus sichuanensis Y.F.Deng
- Parthenocissus suberosa Hand.-Mazz.
- háromkaréjú vadszőlő (Parthenocissus tricuspidata) (Siebold & Zucc.) Planch.
- Parthenocissus vicaryana (Kurz) H.B.Naithani
- közönséges vadszőlő (Parthenocissus vitacea) (Knerr) Hitchc.